# Intimita

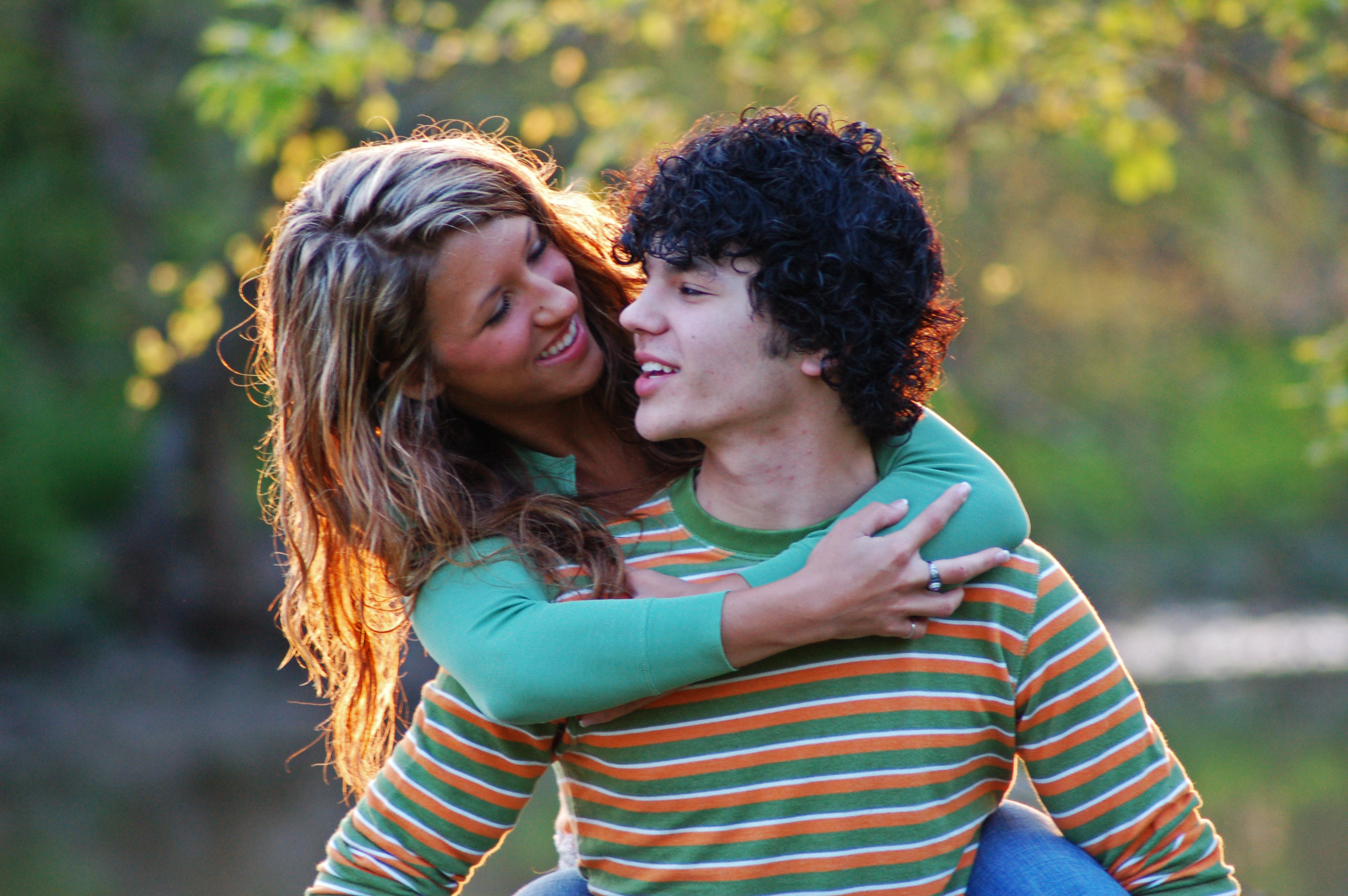
Objetí jako viditelné vyjádření intimity

Intimita (z původem latinského intimus = vnitřní, skrytý před zraky jiných) představuje důvěrnost, útulnost nebo též pociťované soukromí.
Podle Výrosta a Slaměníka intimita v partnerském vztahu vyjadřuje „pocit blízkosti, spojení, pouta, ale také prožívání štěstí s milovanou osobou, vzájemné porozumění a ohleduplnost, poskytování si emocionální podpory a ocenění, intimní komunikaci.“
Intimita však může figurovat i ve vztazích přátelských, příbuzenských a jiných.
Intimita je řadou teoretiků považována za základní lidskou potřebu nezbytnou pro duševní zdraví, pohodu a psychosociální fungování. Schopnost člověka vytvářet intimní vazby s blízkými lidmi je tedy brána jako základní znak úspěšného vývoje osobnosti a klíčový ukazatel duševního zdraví. Mnoho lidí své intimní vztahy pokládá za nejpodstatnější zdroj osobního štěstí. Naopak deficit intimity, nedostatky ve schopnosti vytvářet a udržovat intimní vztahy se spojují s depresemi, nízkým sebehodnocením, úzkostí a nižší spokojeností ve vztahu. Vyhýbání se intimním vztahům může vyústit v pocity osamělosti, citové izolace a v neefektivní reakce na stres.

## Pohled psychologie na intimitu
Z vědeckého hlediska hraje intimita významnou roli v teorii osobnosti a je předmětem zájmu zejména psychoterapie a vývojové psychologie. Představuje jednu ze základních podmínek zdravého citového a osobnostního vývoje každého jedince. Aron s Aronovou na základě úvah W. Jamese chápou intimitu jako integrování jiné osoby do vlastního sebeobrazu.

### Intimita v trojúhelníkové teorii lásky

Schéma triangulární teorie lásky

Robert J. Sternberg, autor triangulární teorie lásky považuje emoce (emocionální vklad do vztahu) za podstatu intimity a tu pak za jednu ze tří komponent lásky (další jsou vášeň a závazek). Lásku založenou výhradně na intimitě bez vášně a dlouhodobého závazku označuje termínem liking („mít rád“) a v podstatě jím popisuje přátelský vztah. Naopak lásku, v níž intimita chybí, ačkoli je přítomna vášeň i závazek, označuje Sternberg za „pošetilou“ nebo „osudovou“ (fatuous love).
V takových vztazích lidé vytváří závazek k osobě, kterou vlastně neznají. Typický příklad představují hollywoodské příběhy o dvojicích, které se pod vlivem prožívané vášně vezmou po týdenní známosti. Z hlediska stability jde o vztahy velmi rizikové.

### Projevy partnerské intimity
Charakteristickými projevy intimity mezi partnery jsou dle Sternberga:
- touha přispívat k blahu milovaného člověka,
- prožívání pocitů štěstí spolu s milovanou osobou,
- vysoké cenění si milovaného člověka,
- vědomí, že se v případě potřeby lze na druhého spolehnout,
- vzájemné porozumění,
- vzájemné sdílení životů a majetku,
- vzájemné vyjadřování a přijímání citové podpory,
- důvěrná komunikace,
- vysoká hodnota milovaného člověka v životě druhého.

### Definice a složky intimity
Definic intimity lze nalézt celou řadu a nejsou vždy jednotné, což je důsledkem složitosti jejího konceptu.
Různé teorie nahlíží intimitu v podstatě třemi možnými způsoby: jako vzájemnou interakci dvou lidí, jako proces, který se odehrává mezi partnery, nebo jako relativně statický prožitek. Za společný prvek jinak různorodých definic však Perlman a Fehrová považují to, že intimita vychází z pocitu blízkosti dosažené prostřednictvím komunikačního procesu mezi partnery.
Také na typické složky, z kterých je intimita tvořena a které ji odlišují od jiné interakce, jsou různé náhledy. Trestrová shrnuje dva konsensuální prvky obzvláště významné pro dosažení intimity:
- sebeodhalení („self-revealing“ či „selfdisclosure“) – ochota a umění zpřístupnit partnerovi svůj vnitřní svět,
- partnerská citlivost („partner responsiveness“) – snaha a schopnost se v něm orientovat, přijímat ho a jednat v souladu s ním.

Wernerová shrnuje jinou čtveřici základních složek: sebeodhalování („self-disclosure“), lásku či citový stav („affection“), blízkost („closeness“) a vzájemnou závislost mezi partnery („interdependence“).

### Rozdíly v intimitě
Lidé se liší v míře, do jaké chtějí nebo jsou schopni se před druhým otevřít i jak na jeho sebeodhalení reagují. Např. podle Bowena závisí schopnost dosáhnout intimity na schopnosti odlišit své vlastní „já“ tak, aby zůstalo neohroženo partnerským vztahem, jehož je součástí; na pociťované autonomii a prostoru pro sebeurčení, aby „já“ nebylo párovým vnímáním zcela pohlceno.
Strach z intimity je popisován jako omezená schopnost sdílet s partnerem své myšlenky a pocity, která je důsledkem úzkosti ze vzájemné výměny těchto osobních důvěrných informací. Může k tomu vést i obava ze zranění odhaleného „já“ necitlivým partnerem nebo z odmítnutí partnerem, který má pro dotyčného velkou hodnotu.
Někteří autoři uvádí rozdílný přístup žen a mužů k intimitě v souladu s jejich genderovou rolí, pod vlivem genderové socializace (odlišné výchovy žen a mužů). Ženy podle nich upřednostňují emoční blízkost a její slovní vyjadřování, prostřednictvím sebeodhalování budují touženou emoční závislost. Muži více projevují lásku pomocí při různých činnostech, společnými aktivitami a sexem, kdy nemusí dávat najevo svou závislost. Při rozdělení na výše uvedené složky u žen hraje významnější roli partnerská citlivost a u mužů sebeodhalení, ačkoli celkově vyšší míra sebeodhalení je pozorována u žen.
Nižší míra intimity byla pozorována u párů s dětmi, zatímco korelace s délkou manželství, příjmem, vzděláním a věkem nebyla potvrzena. Zatímco u příležitostných vztahů byla zjištěna nižší míra intimity, o něco vyšší je u vážných vztahů a nejvyšší u zasnoubených. V různých kulturách nebyla prokázána rozdílnost v míře intimity, je však připouštěna rozdílnost ve způsobech jejího vyjadřování. Trestrová dodává, že zjištění týkající se souvislosti dosažené míry intimity s těmito „sociologickými“ proměnnými není tak jasná a jednoznačná jako souvislost s „psychologickými“ proměnnými (s výše uvedenými dvěma složkami intimity).

### Teorie přilnutí a intimita

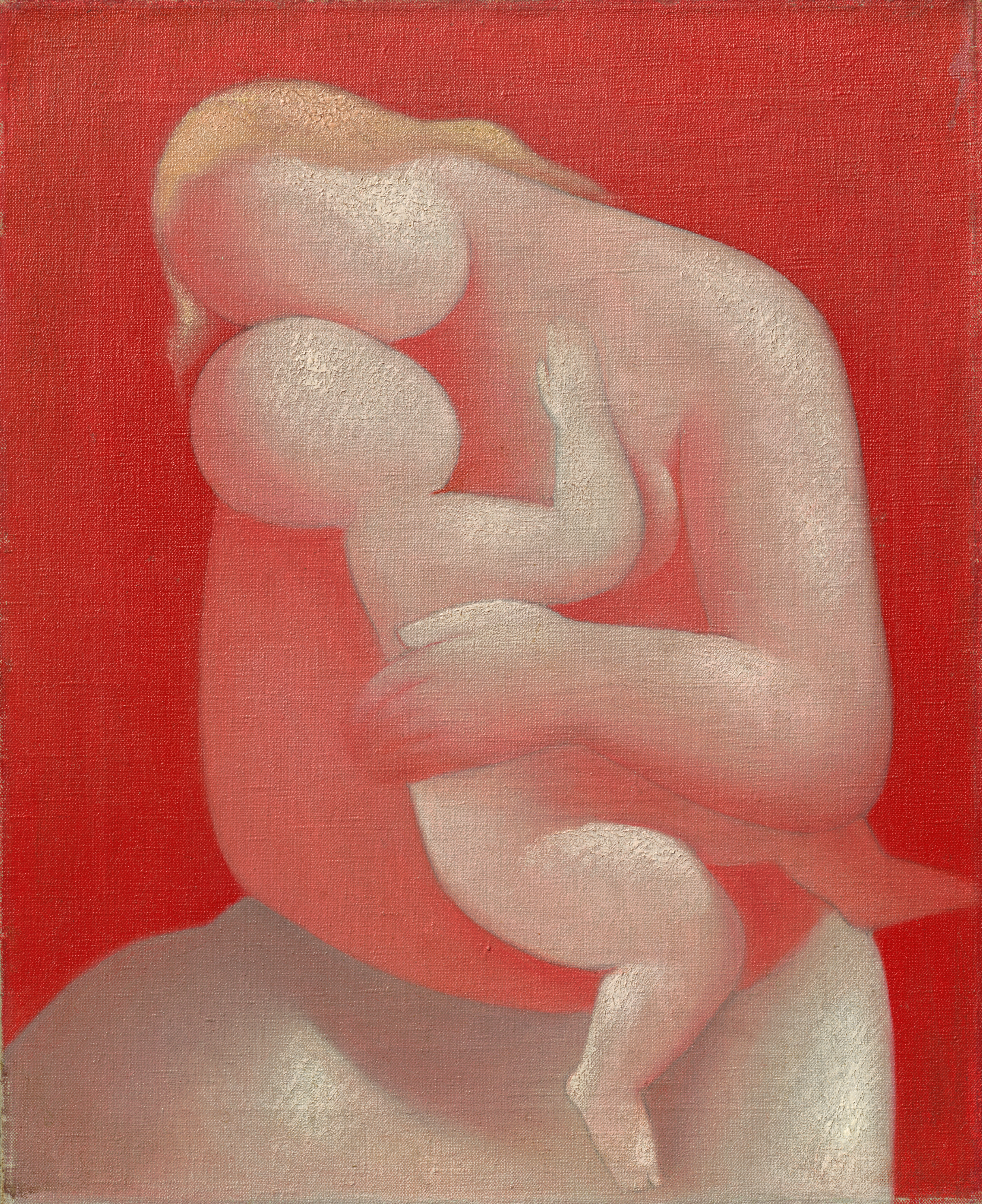
Umělecké vyobrazení rodičovské intimity (Mikuláš Galanda: Matka)

Teorie citové vazby nebo též teorie přilnutí (anglicky „attachment theory“) podle Bowlbyho a Ainsworthové popisuje citovou vazbu, kterou si dítě vytváří v prvních několika letech života ke svým pečovatelům (rodičům) a která se projevuje v situacích prožívaného stresu nebo strachu. Podle možnosti spolehnout se na pečovatele, podle jeho dostupnosti a citlivosti, lze rozlišit tři vazby: jistou, úzkostně-odmítavou a úzkostně-vyhýbavou. Dítě si podle toho vytváří tzv. vnitřní pracovní modely, které ovlivňují i jeho blízké vztahy v budoucnosti.